# بيت سل (الحيمة الداخلية)

تعديل مصدري - تعديل

بيت سل هي إحدى قرى عزلة بني السياغ بمديرية الحيمة الداخلية التابعة لمحافظة صنعاء، بلغ تعداد سكانها 268 نسمة حسب تعداد اليمن لعام 2004.